# Ron Huldai
Ron Huldai (hebreu: רוֹן חוּלְדָּאִי‎) (quibuts Hulda, 26 d'agost de 1944) és l'actual batlle de Tel-Aviv, d'ençà de 1998. Anteriorment havia estat aviador de combat i un comandant en la Força d'Aire israeliana. Després de deixar l'exèrcit com a general de brigada, va entrar al món empresarial i fou director del Gimnàs hebreu Herzliya a Tel-Aviv. El desembre de 2020 va anunciar que es presentaria a les eleccions legislatives d'Israel de 2021 amb un nou partit d'esquerres.

## Primers anys de vida
Va néixer el 1944 al quibuts Hulda (el seu cognom l'agafà precisament del nom del quibuts), un dels tres fills de pares nascuts de Polònia que es van traslladar a Palestina des Łódź. El seu pare Ozer va ser un dels fundadors del quibutz i el director de la seva escola, mentre que la seva mare Hanka era mestra i va dirigir l'organització de peces de teatre i representacions al quibuts. Huldai va créixer al quibuts. Va estudiar a la Universitat de Tel-Aviv, a la Universitat d'Auburn a Montgomery, a l' Air War College de la Base de la Força Aèria Maxwell de Montgomery, Alabama, i al Programa de Gestió Avançada a la Wharton School de la Universitat de Pennsilvània .

## Servei militar
Huldai va ser reclutat a les Forces de Defensa d'Israel el 1963 i es va unir a la Força Aèria Israeliana, fent d'aviador de combat i esdevenint oficial de carrera. Durant la Guerra dels Sis Dies, va participar en l' Operació Focus, va abatre tres avions enemics i va participar en nombroses missions. Huldai va ocupar diversos llocs principals de comandament, inclosos com a comandant de la base aèria de Nevatim, la base aèria de Hatzerim, l'Escola de Formació de Pilots de la Força Aèria i un coordinador de les autoritats governamentals i supervisor de projectes de construcció civil per a la força aèria. Va deixar la carrera militar el 1989 amb el grau de General de Brigada.

## Carrera civil
Després de retirar-se del servei actiu el 1989, va entrar al sector privat. Després de passar dos anys venent aparells d’aire condicionat a Nigèria, va tornar a Israel i va gestionar el tancament d’una planta de construcció a Ramla. Després es va convertir en director de la prestigiosa Herzliya Hebrew High School durant sis anys fins al 1998.

## Carrera política
Membre del Partit Laborista, Huldai va ser elegit batlle de Tel-Aviv el 1998, reelegit el 2003 amb el 62% dels vots, novament el 2008 amb el 50,6%, el 2013 amb el 53% i de nou el 2018 amb un 47%. El desembre del 2020 va abandonar el Partit Laborista i va anunciar la seva intenció de presentar-se a la Kenésset a les Eleccions legislatives d'Israel de 2021 com a líder d'un nou partit d'esquerres, anomenat Els Israelians. Tanmateix, el 4 de febrer del 2021 va anunciar que renunciava a concórrer a les eleccions degut a la impossibilitat d'arribar a un acord electoral amb altres partits d'esquerres.